# Dactylochelifer lindbergi
Espèce
Dactylochelifer lindbergi est une espèce de pseudoscorpions de la famille des Cheliferidae.

## Distribution
Cette espèce est endémique d'Afghanistan. Elle se rencontre vers Doshi.

## Étymologie
Cette espèce est nommée en l'honneur de Knut Lindberg (1892-1962).

## Publication originale
- Beier, 1959 : Zur Kenntnis der Pseudoscorpioniden-Fauna Afghanistans. Zoologische Jahrbücher, Abteilung für Systematik, Ökologie und Geographie der Tiere, vol. 87, p. 257-282.